# Rotterdam Open
ABN Amro Open eller Rotterdam Open, fram till 2022 ABN Amro World Tennis Tournament, är en tennisturnering för herrar som spelas årligen i Rotterdam, Nederländerna, sedan 1972. Den är en ATP 500-turnering på ATP-touren och spelas inomhus på hardcourt. 

## Resultat

### Singel
| År   | Mästare               | Finalist                 | Resultat                                          |
| ---- | --------------------- | ------------------------ | ------------------------------------------------- |
| 2025 | Carlos Alcaraz        | Alex de Minaur           | 6–4, 3–6, 6–2                                     |
| 2024 | Jannik Sinner         | Alex de Minaur           | 7–5, 6–4                                          |
| 2023 | Daniil Medvedev       | Jannik Sinner            | 5–7, 6–2, 6–2                                     |
| 2022 | Félix Auger-Aliassime | Stefanos Tsitsipas       | 6–4, 6–2                                          |
| 2021 | Andrej Rubljov        | Márton Fucsovics         | 7–6(7–4), 6–4                                     |
| 2020 | Gaël Monfils (2)      | Félix Auger-Aliassime    | 6–2, 6–4                                          |
| 2019 | Gaël Monfils          | Stan Wawrinka            | 6–3, 1–6, 6–2                                     |
| 2018 | Roger Federer         | Grigor Dimitrov          | 6–2, 6–2                                          |
| 2017 | Jo-Wilfried Tsonga    | David Goffin             | 4–6, 6–4, 6–1                                     |
| 2016 | Martin Kližan         | Gaël Monfils             | 6–7(1–7), 6–3, 6–1                                |
| 2015 | Stan Wawrinka         | Tomáš Berdych            | 4–6, 6–3, 6–4                                     |
| 2014 | Tomáš Berdych         | Marin Čilić              | 6–4, 6–2                                          |
| 2013 | Juan Martín del Potro | Julien Benneteau         | 7–6(7–2), 6–3                                     |
| 2012 | Roger Federer         | Juan Martín del Potro    | 6–1, 6–4                                          |
| 2011 | Robin Söderling       | Jo-Wilfried Tsonga       | 6–3, 3–6, 6–3                                     |
| 2010 | Robin Söderling       | Michail Juzjnyj          | 6-4, 2-0, uppg.                                   |
| 2009 | Andy Murray           | Rafael Nadal             | 6–3, 4–6, 6–0                                     |
| 2008 | Michael Llodra        | Robin Söderling          | 6–7(3), 6–3, 7–6(4)                               |
| 2007 | Michail Juzjnyj       | Ivan Ljubicic            | 6–2, 6–4                                          |
| 2006 | Radek Stepanek        | Christophe Rochus        | 6–0, 6–3                                          |
| 2005 | Roger Federer         | Ivan Ljubicic            | 5–7, 7–5, 7–6(5)                                  |
| 2004 | Lleyton Hewitt        | Juan Carlos Ferrero      | 6–7(1), 7–5, 6–4                                  |
| 2003 | Max Mirnyj            | Raemon Sluiter           | 7–6(3), 6–4                                       |
| 2002 | Nicolas Escude        | Tim Henman               | 3–6, 7–6(6), 6–4                                  |
| 2001 | Nicolas Escude        | Roger Federer            | 7–5, 3–6, 7–6(5)                                  |
| 2000 | Cedric Pioline        | Tim Henman               | 6–7(3), 6–4, 7–6(4)                               |
| 1999 | Jevgenij Kafelnikov   | Tim Henman               | 6–2, 7–6(3)                                       |
| 1998 | Jan Siemerink         | Thomas Johansson         | 7–6(2), 6–2                                       |
| 1997 | Richard Krajicek      | Daniel Vacek             | 7–6(4), 7–6(5)                                    |
| 1996 | Goran Ivanisevic      | Jevgenij Kafelnikov      | 6–4, 3–6, 6–3                                     |
| 1995 | Richard Krajicek      | Paul Haarhuis            | 7–6(5), 6–4                                       |
| 1994 | Michael Stich         | Wayne Ferreira           | 4–6, 6–3, 6–0                                     |
| 1993 | Anders Järryd         | Karel Novacek            | 6–3, 7–5                                          |
| 1992 | Boris Becker          | Aleksandr Volkov         | 7–6(9), 4–6, 6–2                                  |
| 1991 | Omar Camporese        | Ivan Lendl               | 3–6, 7–6(4), 7–6(4)                               |
| 1990 | Brad Gilbert          | Jonas Svensson           | 6–1, 6–3                                          |
| 1989 | Jakob Hlasek          | Anders Järryd            | 6–1, 7–5                                          |
| 1988 | Stefan Edberg         | Miloslav Mecir           | 7–6, 6–2                                          |
| 1987 | Stefan Edberg         | John McEnroe             | 3–6, 6–3, 6–1                                     |
| 1986 | Joakim Nyström        | Anders Järryd            | 6–0, 6–3                                          |
| 1985 | Miloslav Mecir        | Jakob Hlasek             | 6–1, 6–2                                          |
| 1984 |                       | Ivan Lendl Jimmy Connors | 6–0, 1–0 finalen avbruten på grund av ett bombhot |
| 1983 | Gene Mayer            | Guillermo Vilas          | 6–1, 7–6                                          |
| 1982 | Guillermo Vilas       | Jimmy Connors            | 0–6, 6–2, 6–4                                     |
| 1981 | Jimmy Connors         | Gene Mayer               | 6–1, 2–6, 6–2                                     |
| 1980 | Heinz Gunthardt       | Gene Mayer               | 6–2, 6–4                                          |
| 1979 | Björn Borg            | John McEnroe             | 6–4, 6–2                                          |
| 1978 | Jimmy Connors         | Raul Ramirez             | 7–5, 7–5                                          |
| 1977 | Dick Stockton         | Ilie Nastase             | 2–6, 6–3, 6–3                                     |
| 1976 | Arthur Ashe           | Robert Lutz              | 6–3, 6–3                                          |
| 1975 | Arthur Ashe           | Tom Okker                | 3–6, 6–2, 6–4                                     |
| 1974 | Tom Okker             | Tom Gorman               | 3–6, 7–6(2), 6–1                                  |
| 1973 | Spelades inte         | Spelades inte            | Spelades inte                                     |
| 1972 | Arthur Ashe           | Tom Okker                | 3–6, 6–2, 6–1                                     |

### Dubbel
| År   | Mästare                                     | Finalister                            | Resultat               |
| ---- | ------------------------------------------- | ------------------------------------- | ---------------------- |
| 2025 | Simone Bolelli Andrea Vavassori             | Sander Gillé Jan Zieliński            | 6–2, 4–6, [10–6]       |
| 2024 | Wesley Koolhof Nikola Mektić (2)            | Robin Haase Botic van de Zandschulp   | 6–3, 7–5               |
| 2023 | Ivan Dodig (2) Austin Krajicek              | Rohan Bopanna Matthew Ebden           | 7–6(7–5), 2–6, [12–10] |
| 2022 | Robin Haase Matwé Middelkoop                | Lloyd Harris Tim Pütz                 | 4–6, 7–6(7–5), [10–5]  |
| 2021 | Nikola Mektić Mate Pavić                    | Kevin Krawietz Horia Tecău            | 7–6(9–7), 6–2          |
| 2020 | Pierre-Hugues Herbert (2) Nicolas Mahut (4) | Henri Kontinen Jan-Lennard Struff     | 7–6(7–5), 4–6, [10–7]  |
| 2019 | Jérémy Chardy Henri Kontinen                | Jean-Julien Rojer Horia Tecău         | 7–6(7–5), 7–6(7–4)     |
| 2018 | Pierre-Hugues Herbert Nicolas Mahut         | Oliver Marach Mate Pavić              | 2–6, 6–2, [10–7]       |
| 2017 | Ivan Dodig Marcel Granollers                | Wesley Koolhof Matwe Middelkoop       | 7–6(7–5), 6–3          |
| 2016 | Nicolas Mahut Vasek Pospisil                | Philipp Petzschner Alexander Peya     | 7–6(7–2), 6–4          |
| 2015 | Jean-Julien Rojer Horia Tecău               | Jamie Murray John Peers               | 3–6, 6–3, [10–8]       |
| 2014 | Michaël Llodra Nicolas Mahut                | Jean-Julien Rojer Horia Tecău         | 6–2, 7–6(7–4)          |
| 2013 | Robert Lindstedt Nenad Zimonjić             | Thiemo de Bakker Jesse Huta Galung    | 5–7, 6–3, [10–8]       |
| 2012 | Michaël Llodra Nenad Zimonjić               | Robert Lindstedt Horia Tecău          | 4–6, 7–5, [16–14]      |
| 2011 | Jürgen Melzer Philipp Petzschner            | Michaël Llodra Nenad Zimonjić         | 6–4, 3–6, [10–5]       |
| 2010 | Daniel Nestor Nenad Zimonjić                | Simon Aspelin Paul Hanley             | 6–4, 4–6, 10-7         |
| 2009 | Daniel Nestor Nenad Zimonjić                | Lukáš Dlouhý Leander Paes             | 6–2, 7–5               |
| 2008 | Tomáš Berdych Dmitrij Tursunov              | Philipp Kohlschreiber Michail Juzjnyj | 7–5, 3–6, 10–7         |
| 2007 | Martin Damm Leander Paes                    | Andrei Pavel Alexander Waske          | 6–3, 6–7(5), 10–7      |
| 2006 | Paul Hanley Kevin Ullyett                   | Jonathan Erlich Andy Ram              | 7–6(4), 7–6(2)         |
| 2005 | Jonathan Erlich Andy Ram                    | Cyril Suk Pavel Vizner                | 6–4, 4–6, 6–3          |
| 2004 | Paul Hanley Radek Stepanek                  | Jonathan Erlich Andy Ram              | 5–7, 7–6(5), 7–5       |
| 2003 | Wayne Arthurs Paul Hanley                   | Roger Federer Max Mirnyj              | 7–6(4), 6–2            |
| 2002 | Roger Federer Max Mirnyj                    | Mark Knowles Daniel Nestor            | 4–6, 6–3, 10–4         |
| 2001 | Jonas Björkman Roger Federer                | Petr Pala Pavel Vizner                | 6–3, 6–0               |
| 2000 | David Adams John-Laffnie de Jager           | Tim Henman Jevgenij Kafelnikov        | 5–7, 6–2, 6–3          |
| 1999 | David Adams John-Laffnie de Jager           | Neil Broad Peter Tramacchi            | 6–7(5), 6–3, 6–4       |
| 1998 | Jacco Eltingh Paul Haarhuis                 | Neil Broad Piet Norval                | 7–6, 6–3               |
| 1997 | Jacco Eltingh Paul Haarhuis                 | Libor Pimek Byron Talbot              | 7–6(5), 6–4            |
| 1996 | David Adams Marius Barnard                  | Hendrik Jan Davids Cyril Suk          | 6–3, 5–7, 7–6          |
| 1995 | Martin Damm Anders Järryd                   | Tomas Carbonell Francisco Roig        | 6–3, 6–2               |
| 1994 | Jeremy Bates Jonas Björkman                 | Jacco Eltingh Paul Haarhuis           | 6–4, 6–1               |
| 1993 | Henrik Holm Anders Järryd                   | David Adams Andrei Olhovskiy          | 6–4, 7–6               |
| 1992 | Marc-Kevin Goellner David Prinosil          | Paul Haarhuis Mark Koevermans         | 6–2, 6–7, 7–6          |
| 1991 | Patrick Galbraith Anders Järryd             | Steve DeVries David Macpherson        | 7–6, 6–2               |
| 1990 | Leonardo Lavalle Jorge Lozano               | Diego Nargiso Nicolas Pereira         | 6–3, 7–6               |
| 1989 | Miloslav Mecir Milan Srejber                | Jan Gunnarsson Magnus Gustafsson      | 7–6, 6–0               |
| 1988 | Patrik Kuhnen Tore Meinecke                 | Magnus Gustafsson Diego Nargiso       | 7–6, 7–6               |
| 1987 | Stefan Edberg Anders Järryd                 | Chip Hooper Mike Leach                | 3–6, 6–3, 6–4          |
| 1986 | Stefan Edberg Slobodan Zivojinovic          | Wojtek Fibak Matt Mitchell            | 2–6, 6–3, 6–2          |
| 1985 | Tomas Smid Pavel Slozil                     | Vitas Gerulaitis Paul McNamee         | 6–4, 6–4               |
| 1984 | Kevin Curren Wojtek Fibak                   | Fritz Buehning Ferdi Taygan           | 6–4, 6–4               |
| 1983 | Fritz Buehning Tom Gullikson                | Peter Fleming Pavel Slozil            | 7–6, 4–6, 7–6          |
| 1982 | Mark Edmondson Sherwood Stewart             | Fritz Buehning Kevin Curren           | 7–5, 6–2               |
| 1981 | Fritz Buehning Ferdi Taygan                 | Gene Mayer Sandy Mayer                | 7–6, 1–6, 6–4          |
| 1980 | Vijay Amritraj Stan Smith                   | Bill Scanlon Brian Teacher            | 6–4, 6–3               |
| 1979 | Peter Fleming John McEnroe                  | Heinz Gunthardt Bernard Mitton        | 6–4, 6–4               |
| 1978 | Fred McNair Raul Ramirez                    | Robert Lutz Stan Smith                | 6–2, 6–3               |
| 1977 | Wojtek Fibak Tom Okker                      | Vijay Amritraj Dick Stockton          | 6–4, 6–4               |
| 1976 | Rod Laver Frew McMillan                     | Arthur Ashe Tom Okker                 | 6–1, 6-7(4), 7–6(5)    |
| 1975 | Bob Hewitt Frew McMillan                    | Jose Higueras Balazs Taroczy          | 6–2, 6–2               |
| 1974 | Bob Hewitt Frew McMillan                    | Pierre Barthes Ilie Nastase           | 3–6, 6–4, 6–3          |
| 1973 | Spelades inte                               | Spelades inte                         | Spelades inte          |
| 1972 | Roy Emerson John Newcombe                   | Arthur Ashe Robert Lutz               | 6–2, 6–3               |